# 莱维莱尔
莱维莱尔（法語：Leyviller，法語發音：[levilɛʁ]；洛林法兰克语：Leiwiller）是法国摩泽尔省的一个市镇，属于福尔巴克-布莱摩泽尔区。

## 地理
莱维莱尔（49°1'54"N, 6°50'7"E）面积7.25 平方千米，位于法国大東部大區摩泽尔省，该省份为法国东北部内陆省份，是洛林的一部分，西南接默尔特-摩泽尔省，东临下莱茵省，北与卢森堡和德国接壤。
与莱维莱尔接壤的市镇（或旧市镇、城区）包括：阿尔特里普、迪方巴克莱埃利梅、埃利梅尔、奥斯特、圣让罗尔巴克。
莱维莱尔的时区为UTC+01:00、UTC+02:00（夏令时）。

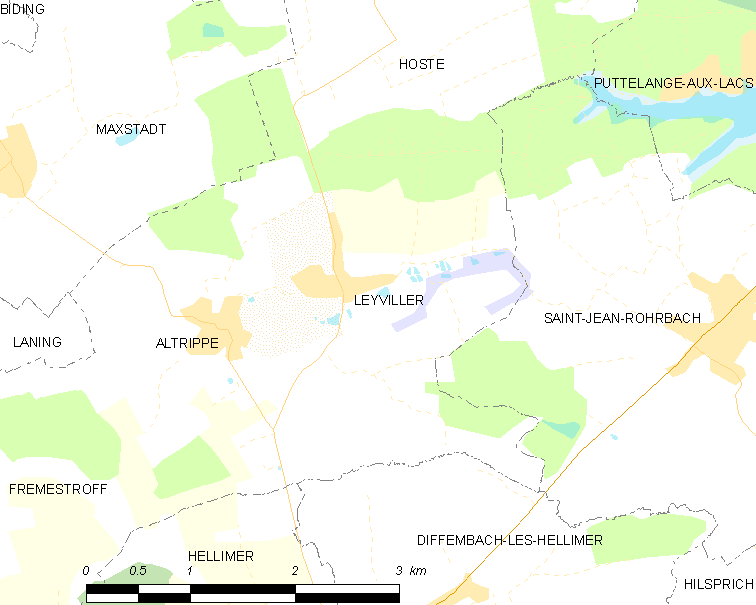
莱维莱尔的OSM定位图

## 行政
莱维莱尔的邮政编码为57660，INSEE市镇编码为57398。

## 政治
莱维莱尔所属的省级选区为萨拉尔布县。

## 人口

1962-2008年间莱维莱尔人口变化图示

莱维莱尔于2022年1月1日时的人口数量为506人。